# Варшавський Борис Якович
Борис Якович Варшавський (5 вересня 1902, місто Новогеоргіївськ, тепер затоплене місто Кіровоградської області — 19 червня 1996, місто Атланта, штат Джорджія, США) — радянський діяч, вчений-агроном, завідувач сільськогосподарського відділу ЦК КП(б)У. Доктор сільськогосподарських наук (1967).

## Життєпис
Народився 23 серпня (5 вересня) 1902 року в місті Новогеоргіївську.
У 1928 році закінчив Харківський сільськогосподарський інститут. Член ВКП(б).
З 1928 по 1930 рік працював у Головному управлінні цукрової промисловості Народного комісаріату харчової промисловості СРСР у Москві.
У 1930—1932 роках — викладач Київського сільськогосподарського інституту.
З 1933 по 1936 рік працював у Київському цукробурякотресті Українського управління цукрової промисловості.
З 1936 року перебував на відповідальній партійній роботі. З (затв. у лютому) 1945 по серпень 1946 року — заступник завідувача сільськогосподарського відділу ЦК КП(б)У.
У серпні 1946 — червні 1948 року — завідувач сільськогосподарського відділу ЦК КП(б)У.
У червні 1948 — січні 1949 року — заступник міністра сільського господарства Української РСР по роботі машинно-тракторних станцій (МТС).
У 1949—1952 роках — заступник директора з наукової роботи, в 1952—1954 роках — в.о. директора, в 1954—1963 роках — заступник директора з наукової роботи, в 1963—1987 роках — провідний науковий спеціаліст Всесоюзного науково-дослідного інституту цукрових буряків Міністерства сільського господарства СРСР у Києві.
Вивчав прогресивну технологію виробництва цукрових буряків з урахуванням особливостей ґрунтово-кліматичних зон бурякосіяння, зокрема під його керівництвом розроблено ранньовесняний та передпосівний обробітки ґрунту з раціональним застосуванням ефективних гербіцидів та їх сумішей, пунктирний спосіб посіву з малими нормами висіву насіння, прийоми обробітку посівів до та після появи сходів, механізоване проріджування сходів тощо.
З 1987 року — на пенсії. Емігрував до США. Помер 19 червня 1996 року в місті Атланта штату Джорджія.

## Основні праці
- Цукрові буряки. Київ, 1954;
- Выращивание сахарной свеклы с минимальными затратами труда. Киев, 1960;
- Новая технология возделывания сахарной свеклы. Киев, 1961;
- Повышение урожайности и сахаристости сахарной свеклы. Киев, 1966;
- Урожай, сахаристость и технологические качества сахарной свеклы в зависимости от условий ее выращивания и сортовых различий // Продуктивность и технологические качества сахарной свеклы. Киев, 1970;
- Внедрение прогрессивной технологии в производство // Сахарная свекла. Москва, 1979.

## Нагороди
- орден Трудового Червоного Прапора (23.01.1948)
- ордени
- медалі
- Заслужений діяч науки і техніки УРСР (1977)